# Disk II

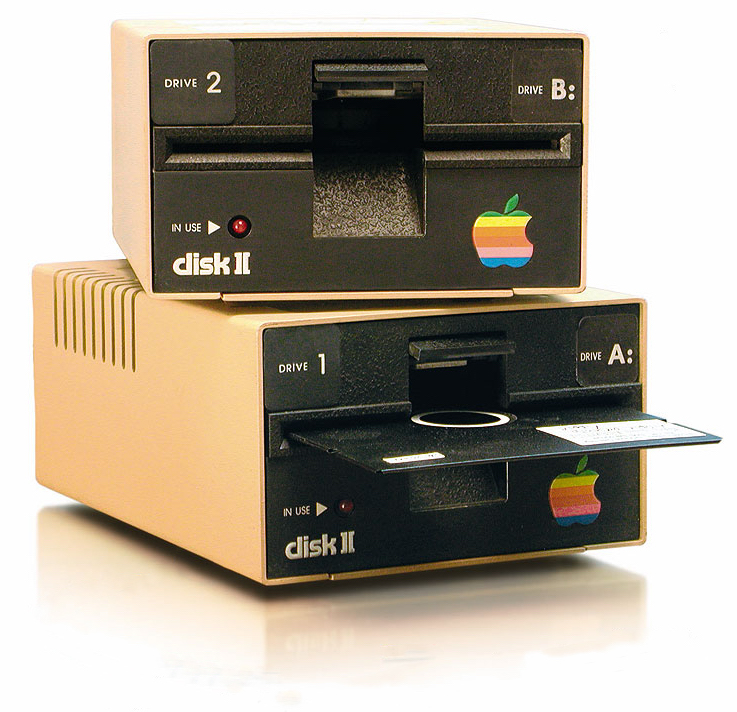
Zwei Disk-II-Laufwerke

Die Disk II war ein 5¼-Zoll-Diskettenlaufwerk, welches von Steve Wozniak entwickelt und von Apple Computer hergestellt wurde. Das Gerät erschien zum ersten Mal im Jahre 1978 auf dem Markt zu einem Preis von US$ 495 auf Vorbestellungen, später wurde es für $ 595 zusammen mit der Controllerkarte und entsprechenden Kabeln verkauft. Die Disk II wurde als Laufwerk für den Apple-II-Computer entwickelt, wodurch das langsamere Kassettenlaufwerk zur Datenspeicherung abgelöst wurde.

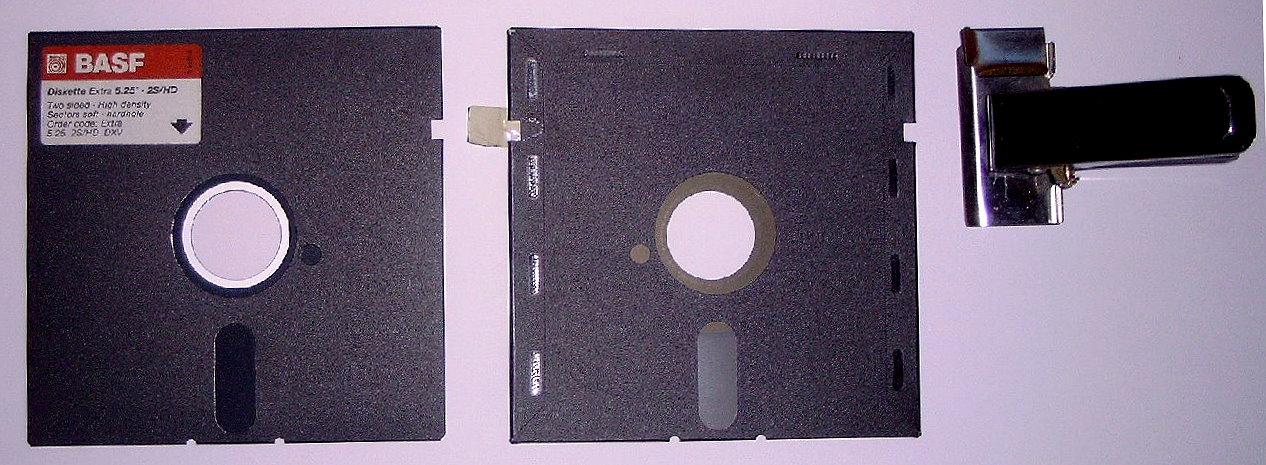
Links eine normal gestanzte Schreibkerbe, rechts eine Diskette mit zwei Schreibkerben, (vierkantiger Diskettenlocher – ganz rechts)

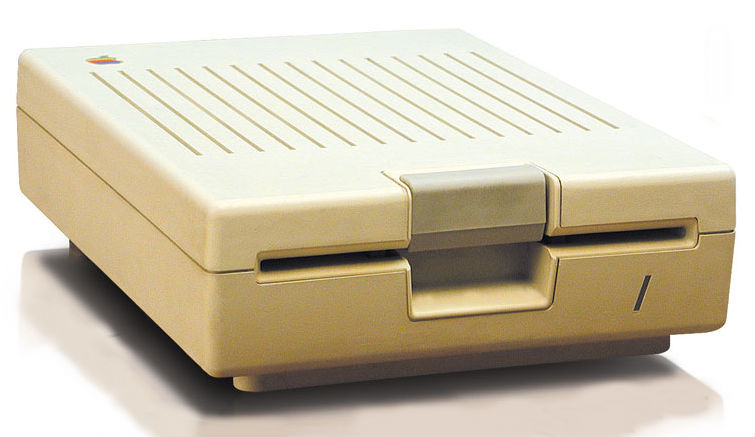
Disk IIc drive.

Die normale Speicherkapazität pro Diskettenseite betrug 114 KB bis zum Apple-Betriebssystem (Apple DOS) DOS 3.2.1, oder 140 KB mit dem 1980 erschienenen DOS 3.3 sowie dem späteren ProDOS. Der Schreib- und Lesezugriff erfolgte nur einseitig. Die Rückseite der Diskette konnte nur benutzt werden, wenn die Diskette gewendet und mit einer zweiten Schreibkerbe versehen wurde (z. B. mit einem Diskettenlocher). (Verdopplung der Speicherkapazität, aber nicht gleichzeitig)
Apple veränderte später das Design des Laufwerks, damit es besser zum Gehäuse des Apple IIe passte und bot unter dem Namen DuoDisk auch eine Version mit zwei Laufwerken in einem Gehäuse an.